# 韋斯特雷費爾燈塔
韋斯特雷費爾燈塔（德語：Leuchtturm Westerheversand）是位于德国石勒苏益格-荷尔斯泰因西黑沃的一個灯塔，建于1908年。它的铸铁塔高40（130英尺）。灯塔常用于举行婚礼，该燈塔自2001年起对游客开放。